# Unserer lieben Frau im Ostrachtal (Bad Oberdorf)
Unserer lieben Frau im Ostrachtal und St. Jodokus ist eine römisch-katholische Kirche im Ortsteil Bad Oberdorf des Marktes Bad Hindelang im bayrischen Landkreis Oberallgäu. Sie gehört zur katholischen  Pfarreiengemeinschaft Bad Hindelang im Dekanat Sonthofen des Bistums Augsburg.

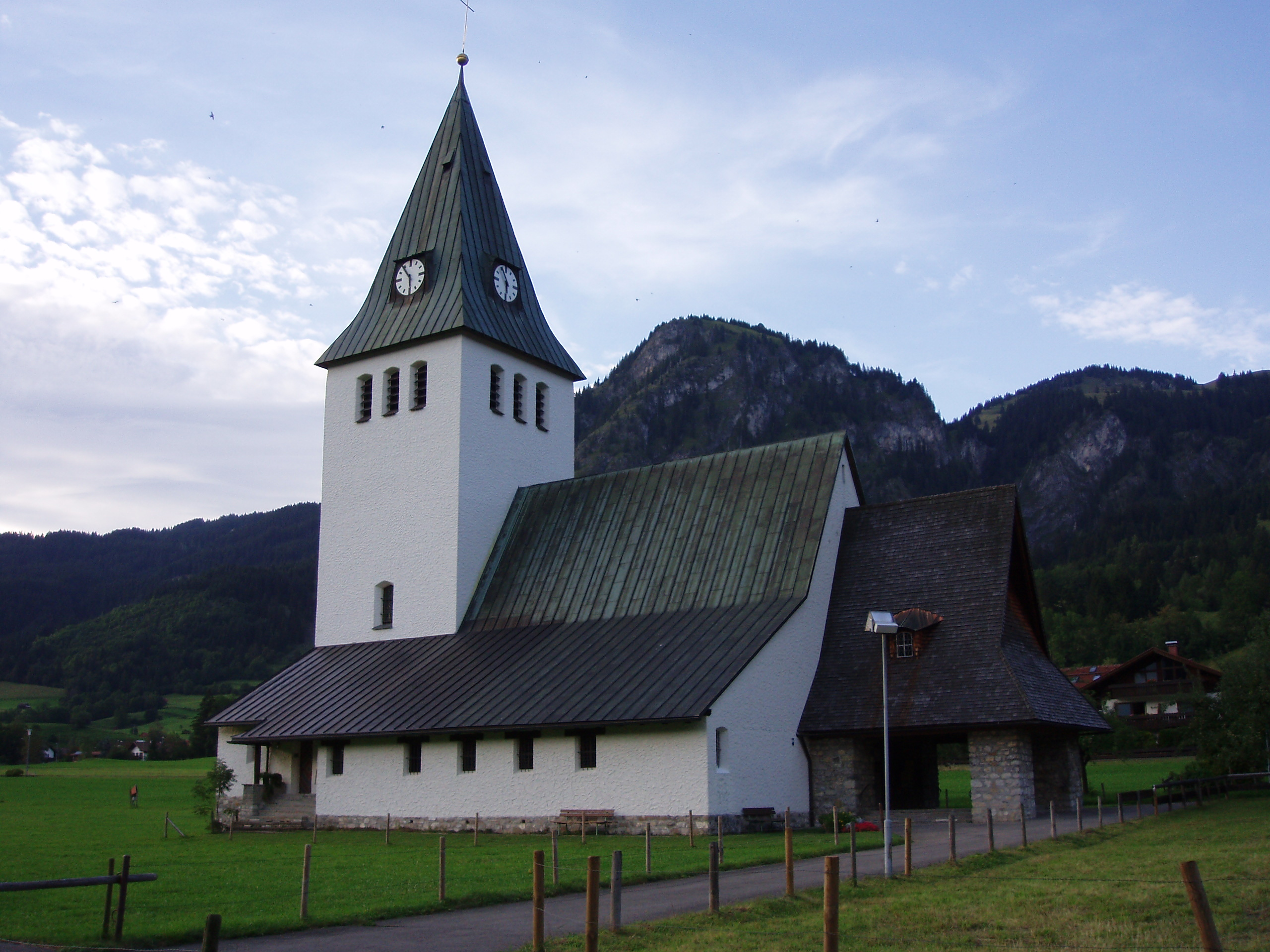
Ansicht von Süden

## Geschichte
Der aus Bad Oberdorf stammende Augsburger Architekt Thomas Wechs erbaute 1937/38 die katholische Kirche im Ortsteil Bad Oberdorf. Der Vorgängerbau, der an derselben Stelle stand, war 1936 aufgrund eines maroden Fundaments und erheblicher Durchfeuchtung abgebrochen worden.

## Architektur

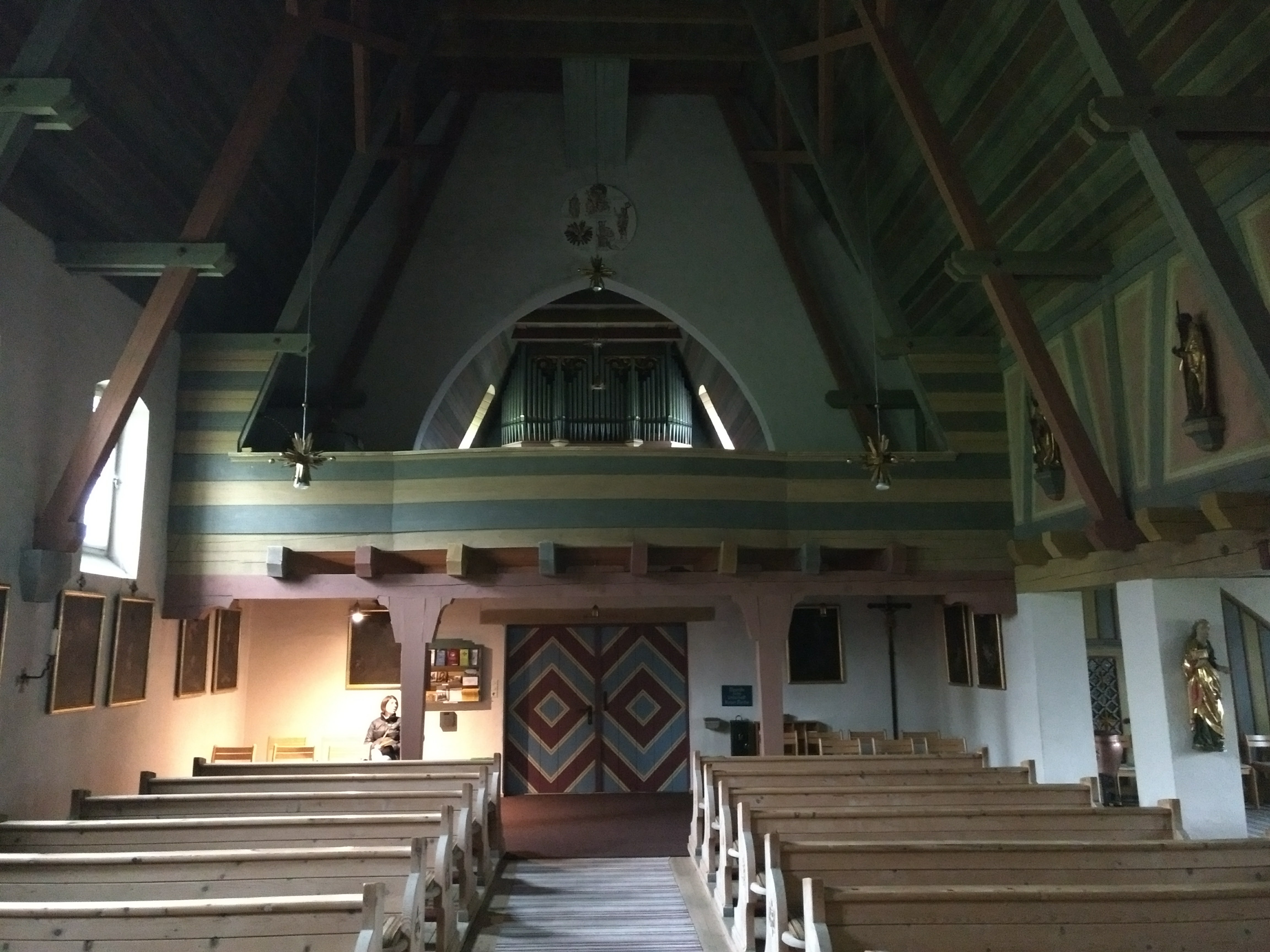
Schiff in Richtung Eingang, rechts Hochschiffswand mit Stützpfeiler

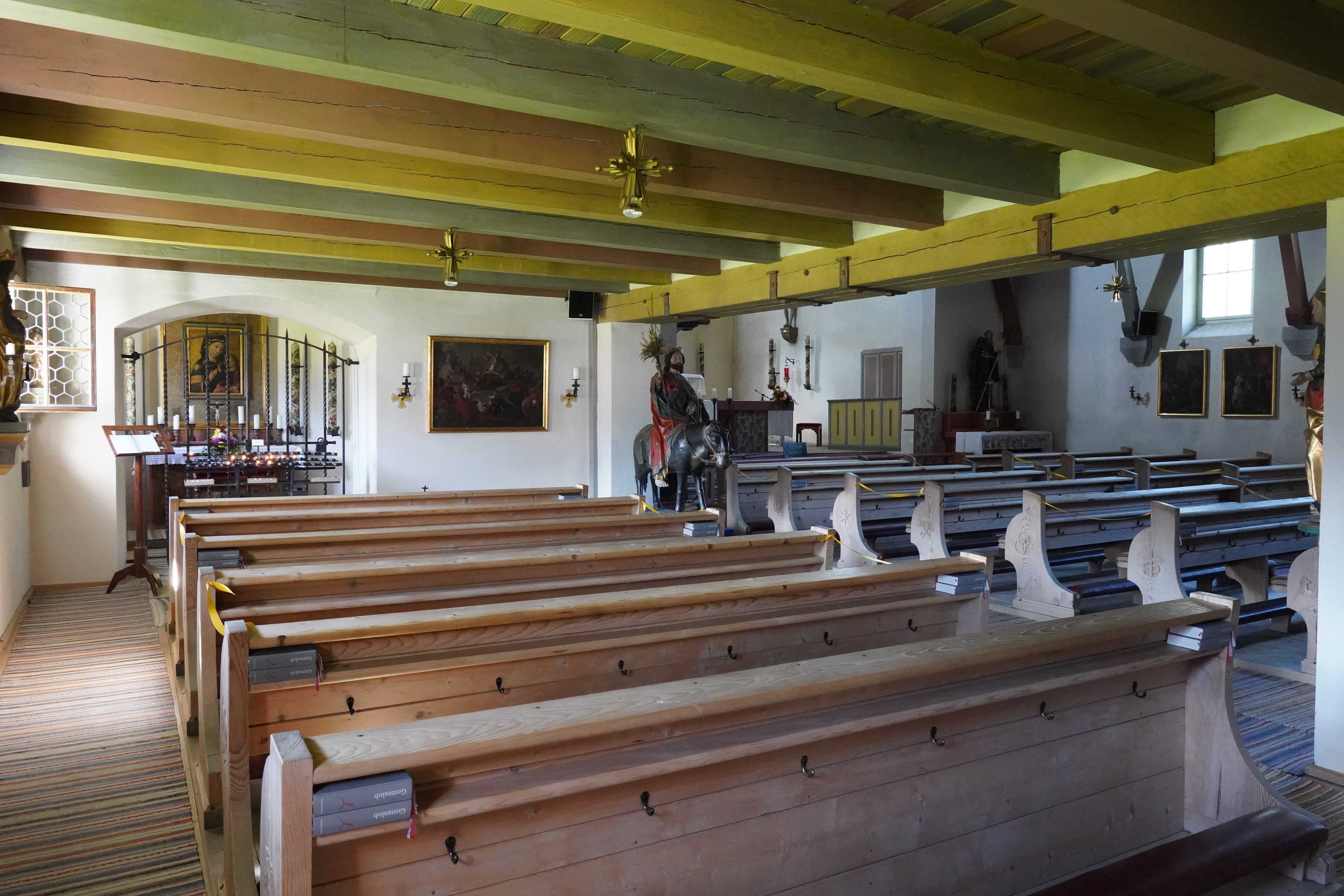
Seitenschiff westlich des Zwischenpfeilers

Die Kirche zeigt äußerlich keine Zitate eines bestimmten früheren Stils, aber die zahlreichen Segmentbogenfenster und der Baukörper insgesamt betonen eine Traditionsgebundenheit. An das steile Satteldach des Hauptschiffs schließt ohne absatz das weniger als 45° geneigte Schleppdach des nur südlich vorhandenen Seitenschiffs an. Im Westen hat die Kirche einen mit einem Zeltdach gedeckten Chorturm, im Osten eine eingezogene offene Vorhalle, deren Dach etwas niedriger ist als das des Hauptschiffs. Der Innenraum ist derjenige einer Pseudobasilika mit fensterloser Hochschiffswand. Der Träger unter dieser Wand wird von einer Zwischenstützen getragen. Die Decke des Hauptschiffs liegt bis etwa in halbe Dachhöhe der Dachschräge an, gestützt von Balken eines offenen Dachstuhls. Der spitze Chorbogen zitiert etwas die Gotik. Das Seitenschiff hat eine flache Balkendecke.

## Ausstattung

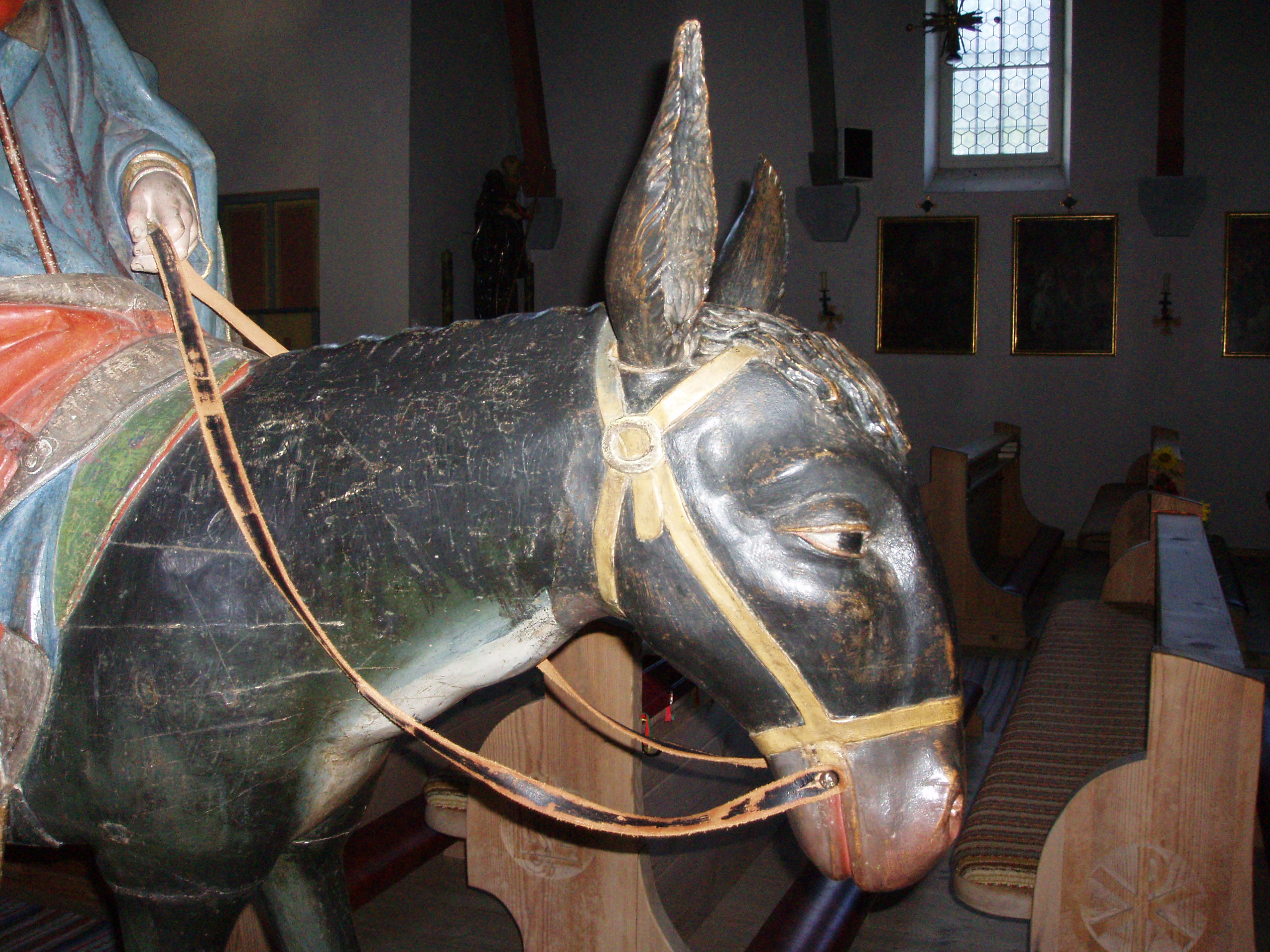
Detail des Palmesels

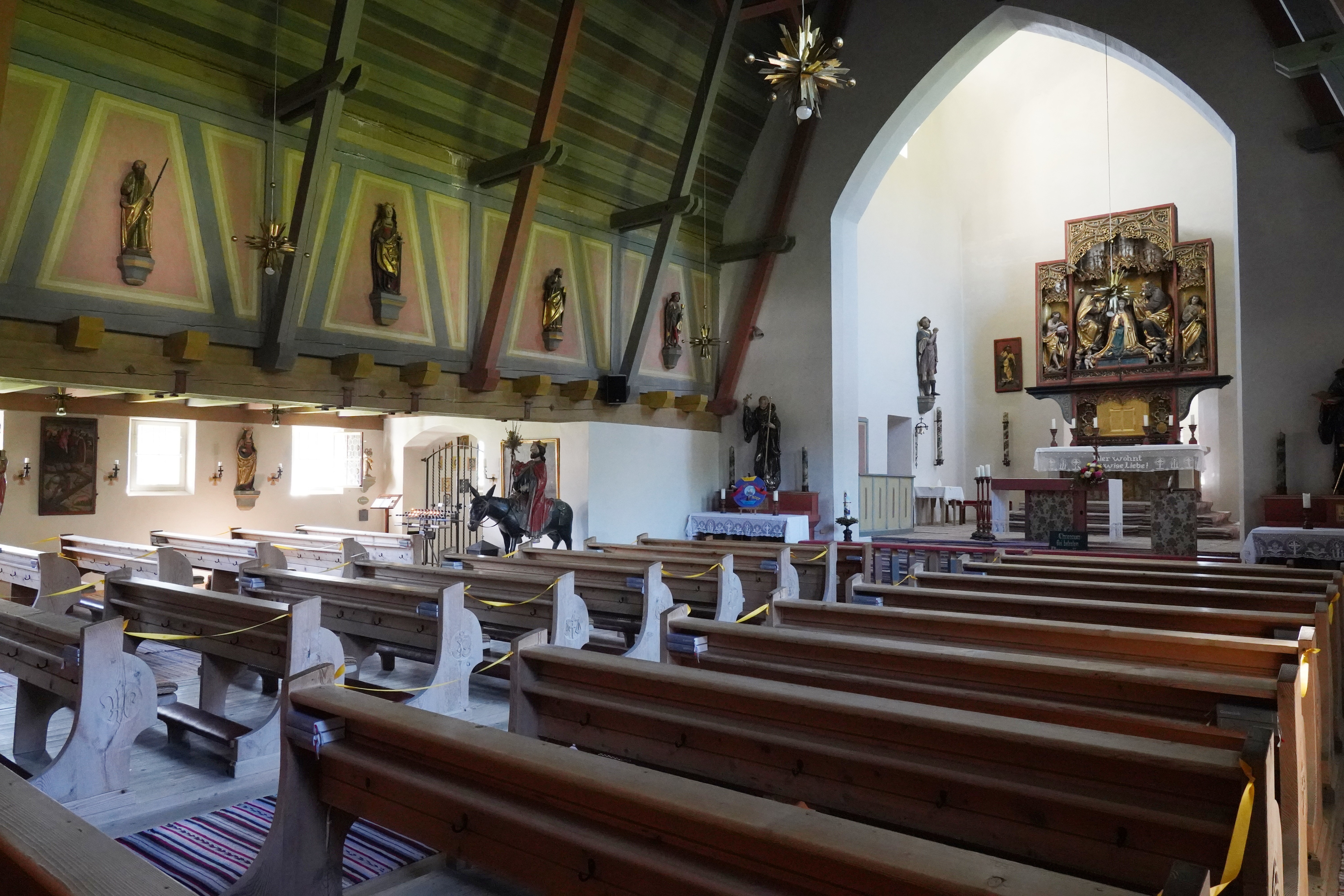
Hauptschiff zum Chor, links das Seitenschiff

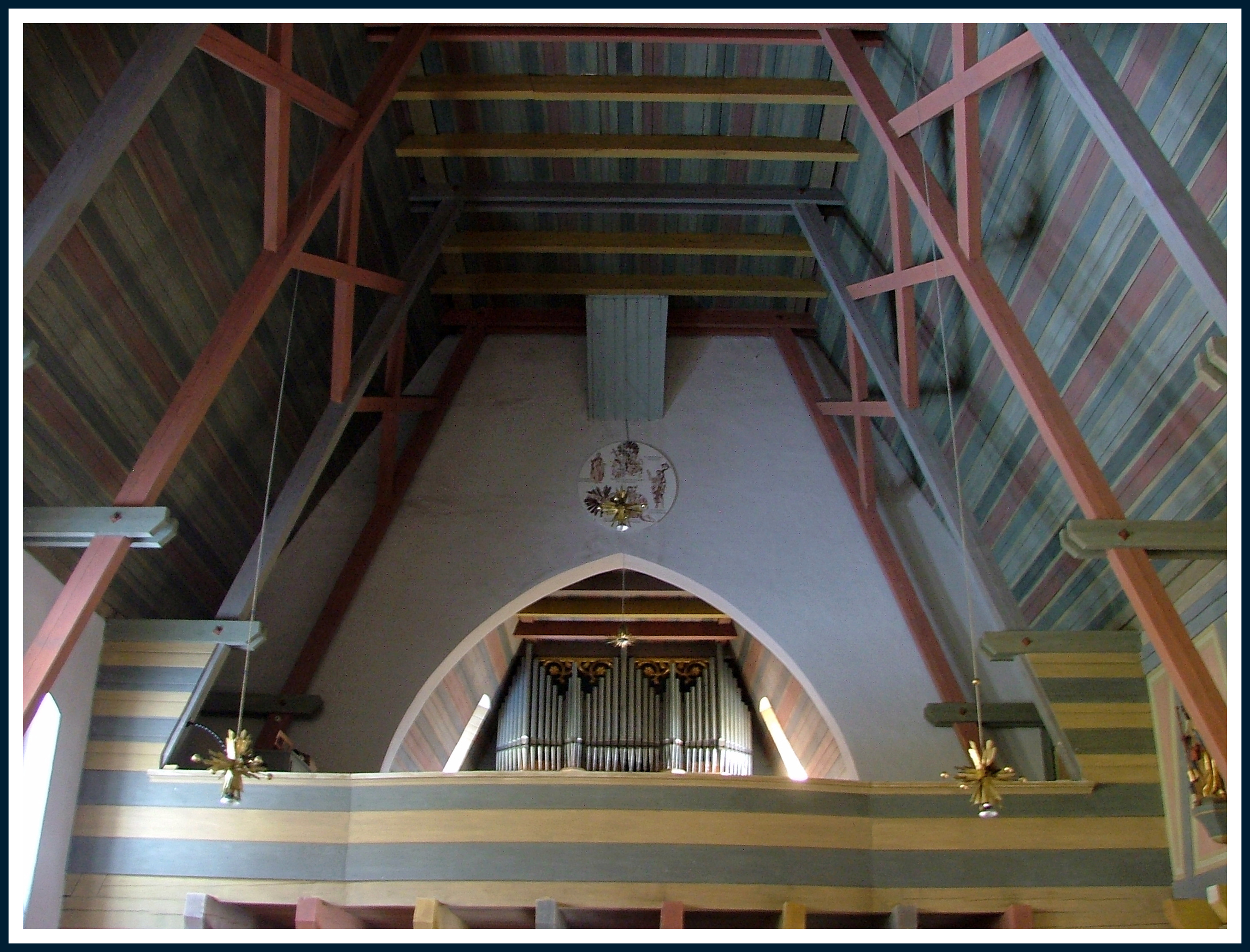
Dachstuhl und Orgel

Die heutige Kirche birgt mehrere wertvolle Kunstwerke: eine 1493 in byzantinischem Stil von Hans Holbein d. Ä. gemalte Madonna mit Kind (1935 von Geistl. Rat Max Pfau in der alten Jodokuskapelle entdeckt), den schönen von Jörg Lederer 1519 geschnitzten Altar mit der Darstellung der Krönung Mariens, von dem die Flügel nicht erhalten sind, und einen ebenfalls gotischen lebensgroßen Christus auf dem Palmesel. Dieser Palmesel wird alljährlich am Palmsonntag in feierlicher Prozession von Bad Oberdorf nach Bad Hindelang zur Pfarrkirche begleitet, wo er bis zum Gründonnerstag stehen bleibt.
Die Seitenaltäre sind St. Magnus und St. Gallus gewidmet; die Figuren wurden aus der früheren Bad Oberdorfer Kapelle übernommen. Sie weisen laut Alfons Kasper Einflüsse des Anton Sturm auf, der freilich St. Magnus z. B. auf dem rechten Seitenaltar der Kapelle von Schöllang mit einem Feuerball in der erhobenen rechten Hand zeigte, wohingegen die Figur in Bad Oberdorf ein Kruzifix in dieser Hand hält. Kasper schrieb 1969 allerdings, die erhobene Rechte des Oberdorfer Magnus sei leer.
Weitere Tafelbilder und Heiligenfiguren vervollständigen die Ausstattung des Gotteshauses.

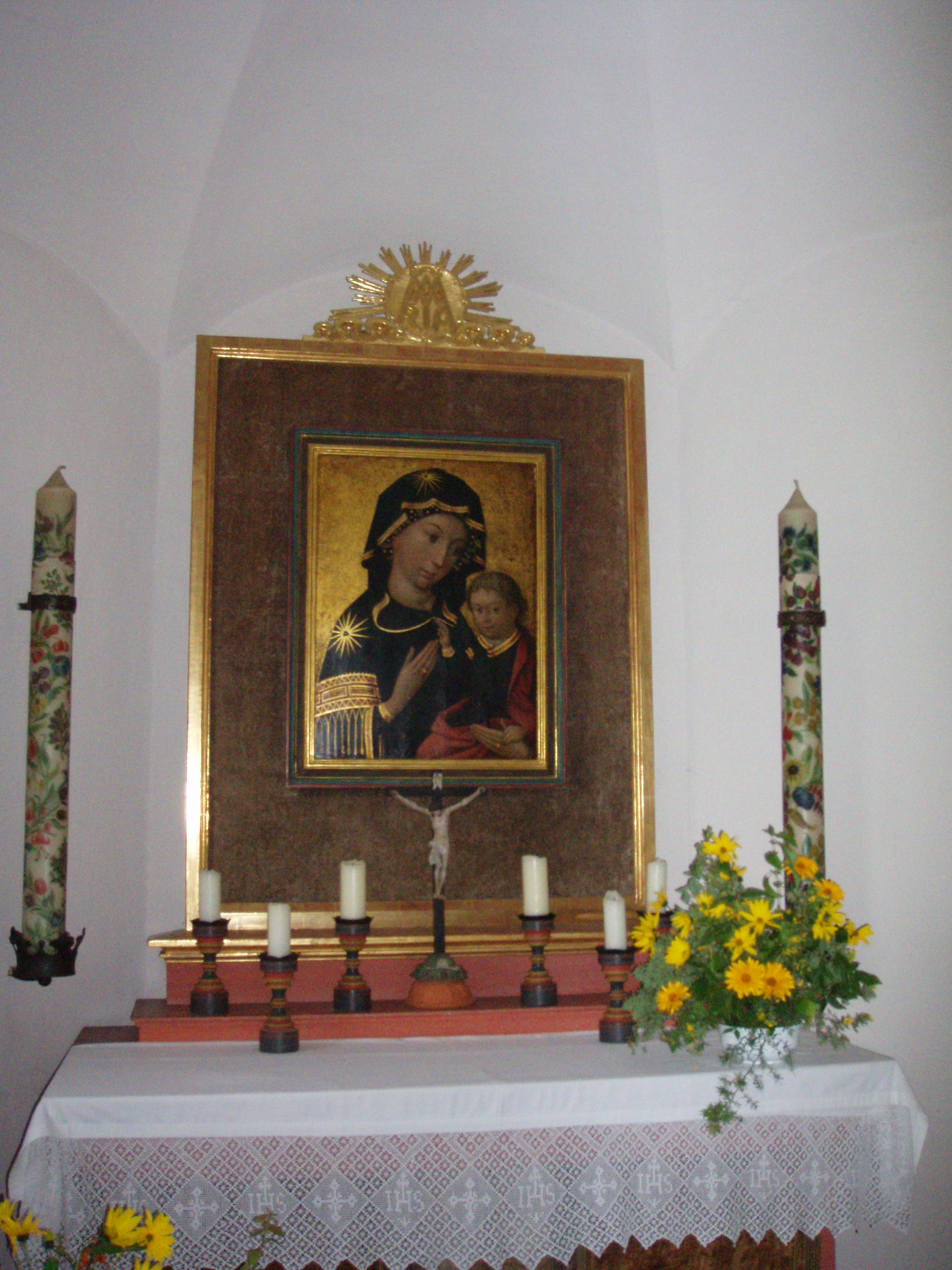
Die Holbein-Madonna
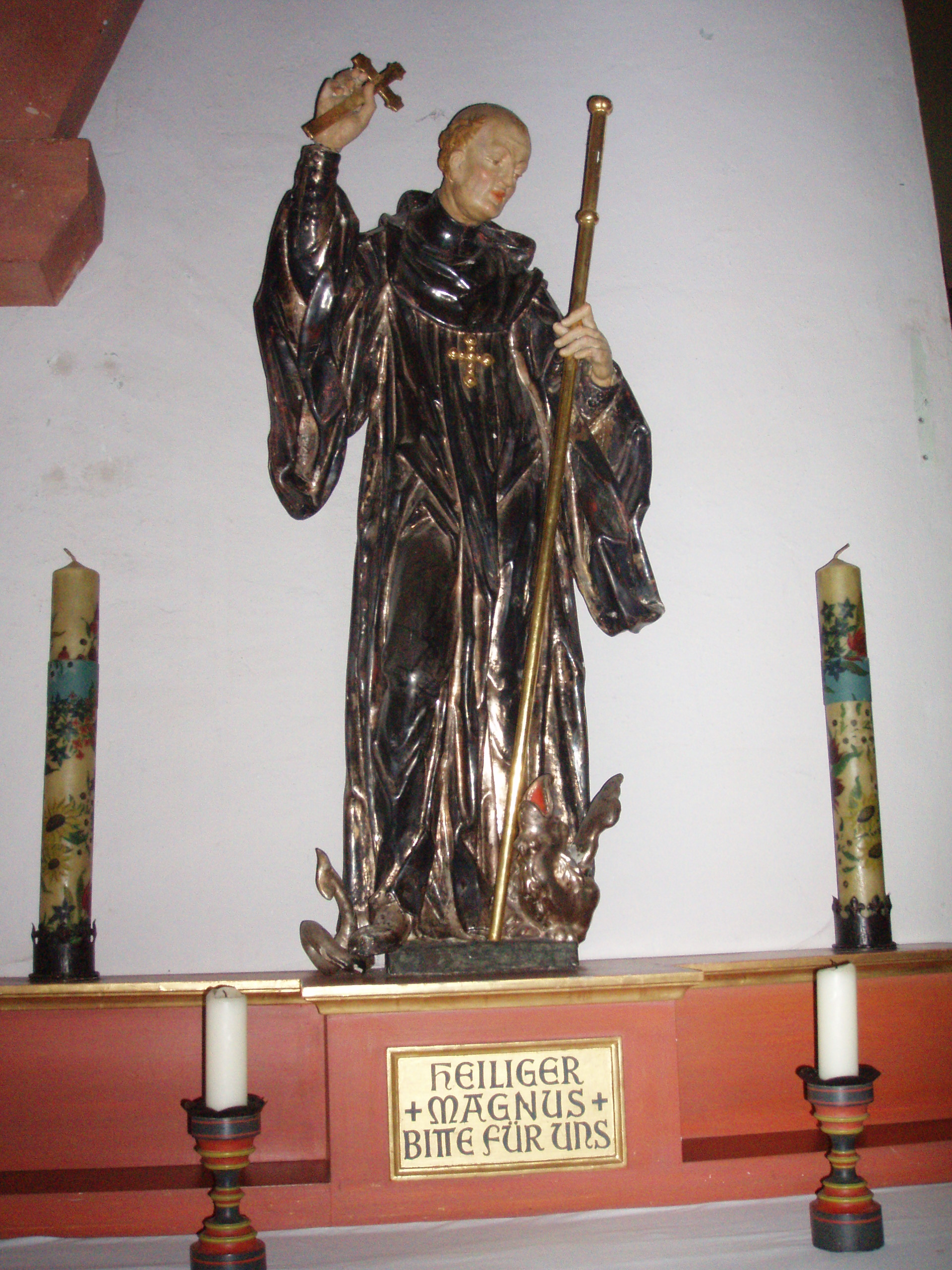
St. Magnus auf dem linken Seitenaltar
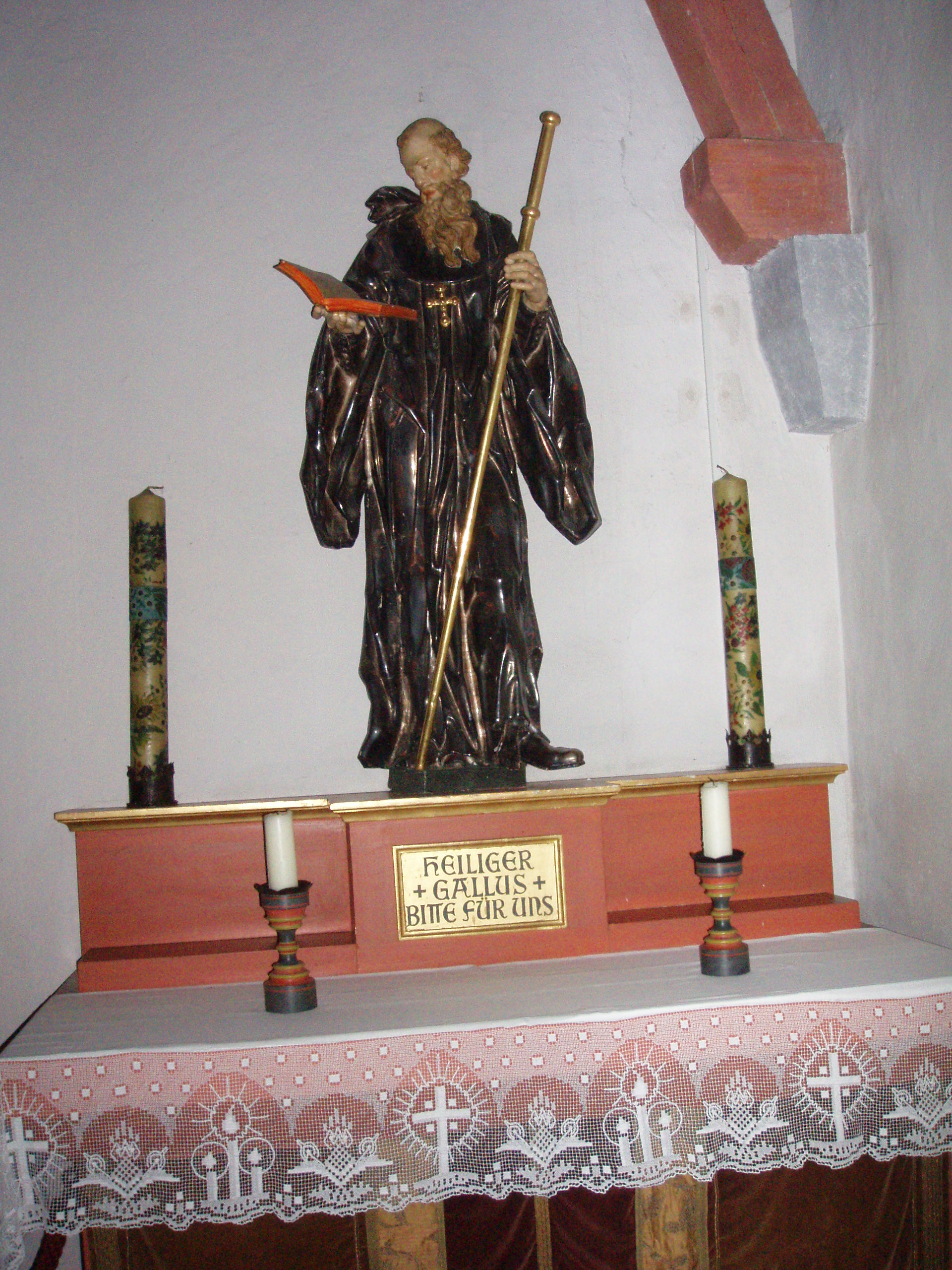
St. Gallus auf dem rechten Seitenaltar

### Orgel
Die Orgel wurde 1938 von Josef Zeilhuber sen. erbaut und von derselben Firma 1979 erweitert. 
| I Manual C– |      |
| Principal   | 8′   |
| Salizional  | 8′   |
| Flöte       | 4′   |
| Oktave      | 2′ * |

| II Manual C– |    |
| Gedeckt      | 8′ |
| Oktave       | 4′ |
| Gemshorn     | 2′ |
| Cimbel       | 1′ |
|              |    |

| Pedal C–         |      |
| Subbaß           | 16′  |
| Nachthorngedackt | 8′ * |

Mit * sind die 1979 hinzugekommenen Register bezeichnet.
- Koppeln:  II/I, Oberkoppel II/I, Unterkoppel II/I, I/P, III/P
- Spielhilfen: Crescendo, Pedalpiano